# 라텐
라텐(독일어: La Tene [la thén][*]; 프랑코프로방스어: La Tena)은 스위스 뇌샤텔주에 있는 시정촌이다. 2009년 1월 1일 마린-에파니에(Marin-Epagnier)와 티엘-와브르(Thielle-Wavre)의 이전 지자체가 합병하여 새로운 라텐시가 형성되었다.
라텐이라는 지명은 원래 에파니에 근처의 호숫가 지역에 적용되었으며, 라텐 문화의 철기 시대 고고학 유적지로 유명하다.

## 지리

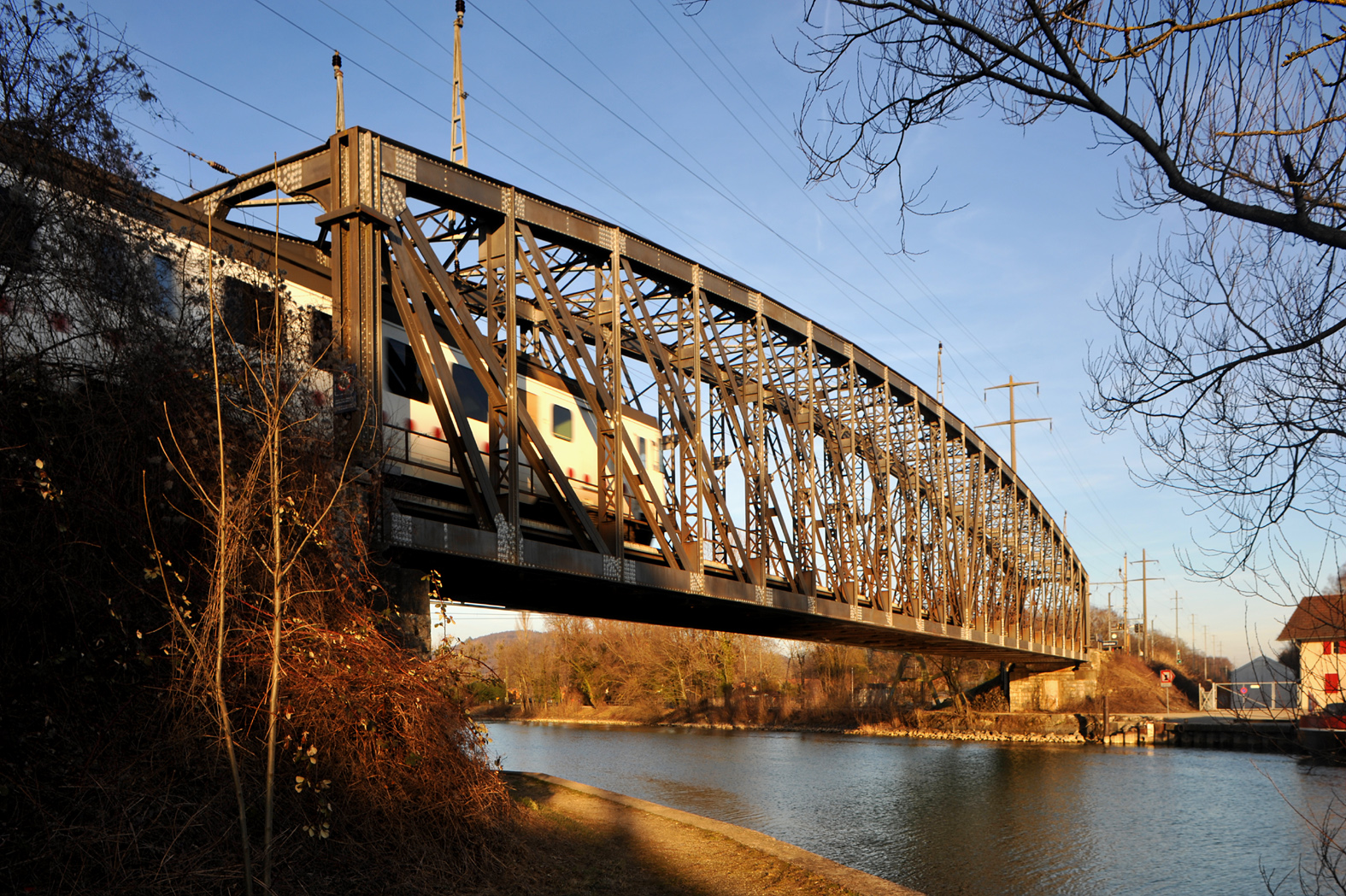
라텐의 질강에 놓인 철교

라텐의 면적은 2009년 기준으로 5.4k㎡이다. 이 면적 중 2.65k㎡ (48.7%)가 농업 목적으로 사용되는 반면 0.45k㎡ (8.3%)는 삼림으로 사용된다. 나머지 토지 중 2k㎡ (36.8%)가 정착(건물 또는 도로), 0.21k㎡ (3.9%)가 강 또는 호수이며, 0.13k㎡ (2.4%)는 비생산적인 토지이다.
건축 면적 중 공업용 건물이 전체 면적의 6.1%, 주택과 건물이 14.2%, 교통 기반 시설이 11.9%를 차지했다. 공원, 녹지대, 운동장이 3.9%를 차지했다. 삼림 지대를 제외한 모든 산림 지역은 울창한 숲으로 덮여 있다. 농경지 중 41.9%는 작물 재배에 사용되며 3.3%는 목초지이며, 3.5%는 과수원이나 포도나무 작물에 사용된다. 시정촌의 물 중 0.2%는 호수에, 3.7%는 강과 시내에 있다.
해발 455m의 뇌샤텔 호수 북동쪽 끝에 위치해 있다. 그것은 빌/비엔, 프랑스어와 독일어 사용 지역의 경계와 고속도로의 매듭에 가깝다.
2018년 1월 1일에 구역 수준이 제거될 때까지 뇌샤텔구의 일부였다.

## 인구통계
2020년 12월 기준, 라텐의 인구는 5,176명이다. 2008년 기준으로 인구의 26.0%가 거주하는 외국인이다. 2000년부터 2010년까지 지난 10년 동안 인구는 16.7%의 비율로 변화했다. 이주로 인해 12.1%의 비율로, 출생과 사망으로 인해 3.2%의 비율로 변경되었다.
2000년 기준, 대부분의 인구인 81.6%가 프랑스어를 모국어로 사용하고, 독일어가 두 번째로 많이 사용(7.2%), 이탈리아어가 세 번째(3.8%)로 사용된다.
2008년 기준으로 인구는 남성 49.2%, 여성 50.8%이다. 인구는 1,740명의 스위스 남성(인구의 36.1%)과 634명(13.1%)의 비스위스계 남성으로 구성되었다. 스위스 여성은 1,871명(38.8%), 비스위스계 여성은 578명(12.0%)이었다.
2000년 기준으로 아동·청소년(0~19세)이 24.4%, 성인(20~64세)이 64.2%, 노인(64세 이상)이 11.4%를 차지하고 있다.
2010년 시정촌 공실률은 0.1%였다.

## 국가중요문화재

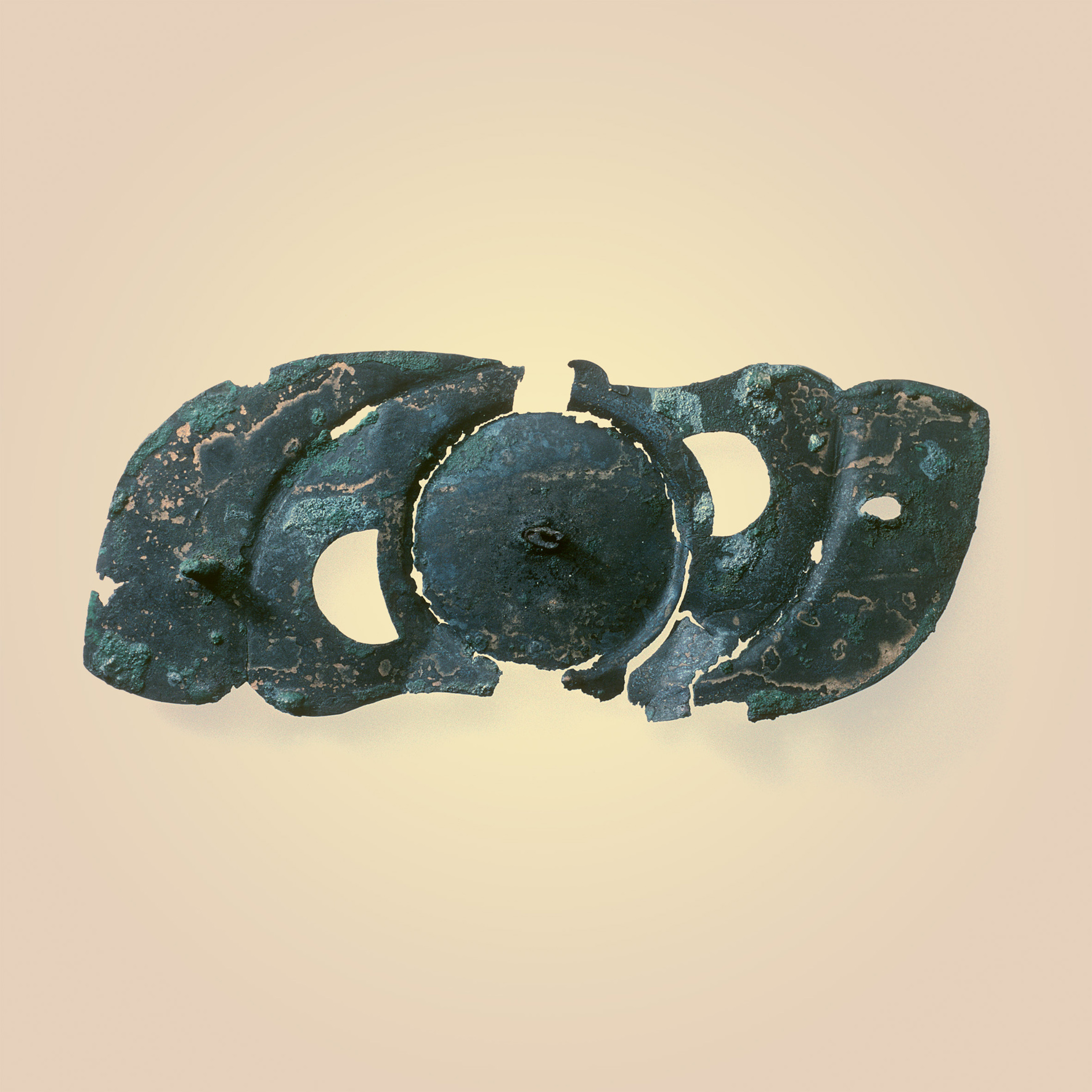
라텐의 청동 공예품

Marin-Epagnier의 Clinique De Préfargier, Maison De Santé 및 Les Bourguignonnes-les-Perveuils, 라텐 문화 정착지, Les Marais d'Epagnier 선사 및 중세 유적지는 국가적으로 중요한 스위스 문화 유산으로 등재되어 있다. Préfargier, Montmirail 및 Cité Martini 지역은 스위스 유산 목록의 일부이다.

## 경제
2010년 현재 라텐의 실업률은 5.6%이다. 2008년 기준으로 1차 경제 부문에 47명이 고용되어 있으며, 이 부문에 약 14개 기업이 참여하고 있다. 1,167명이 2차 부문에 고용되었고, 이 부문에 60개의 기업이 있었다. 2,867명이 3차 부문에 고용되었으며, 이 부문에는 198개의 기업이 있다.
근로 인구 중 15.8%는 대중교통을 이용해 출근했고 55.2%는 자가용을 이용했다.